# Revue générale des chemins de fer
Pour les articles homonymes, voir RGCF.
La Revue générale des chemins de fer (RGCF) est une revue francophone du monde ferroviaire.

## Histoire
Créée en 1878, elle est parue sans interruption depuis cette date. Elle est publiée depuis le 1er janvier 2010, par les Éditions Hervé Chopin (HC Éditions).

Son objectif est de publier des travaux originaux, de haut niveau scientifique et technique, ainsi que des informations nationales et internationales intéressant le monde des transports guidés. Les articles scientifiques et techniques sont écrits par des professionnels issus des entreprises de transport ou de construction de matériel roulant. Ils sont complétés par du contenu en relation directe avec l’actualité, rédigé par des journalistes et experts collaborant avec la revue.
La revue a été fondée par un comité rédacteur de professionnels du milieu ferroviaire, présidé par Jules Michel, ingénieur des ponts et des chaussées.
De 1898 à 1924, la revue prend le nom de « Revue générale des chemins de fer et des tramways ».